# اوبرشتادیون
اوبرشتادیون (به آلمانی: Oberstadion) یک شهر در آلمان است که در الب-دانو-کریس واقع شده‌است. اوبرشتادیون ۱٬۶۰۱ نفر جمعیت دارد.